# محلية دنقلا

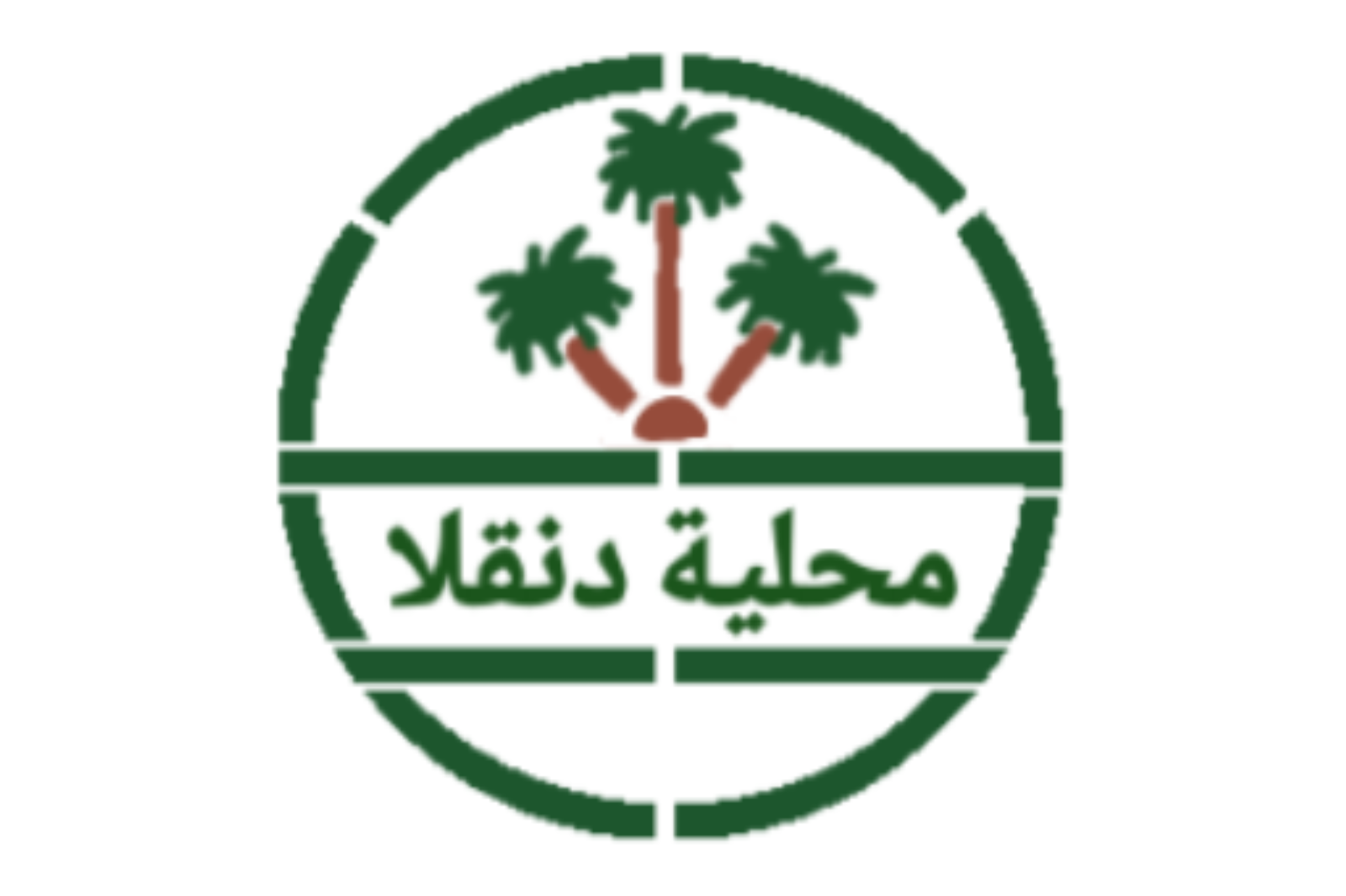

دنقلا/ السودلن

دنقلا هي محلية في ولاية الشمالية، السودان. كان عدد سكانها 150,161 نسمة في عام 2008. ضرب المحلية فيضانات وسيول في عام 2024.